# Елизабет Вителсбах
Елизабет Вителсбах (на немски: Elisabeth von Bayern) от династията Вителсбахи, е кралица на Свещената Римска империя (септември 1246 – май 1254), Йерусалим (септември 1246 – май 1254) и Сицилия (1250 – май 1254) като съпруга на император Конрад IV. Чрез втория си брак с Майнхарт II херцог на Каринтия, е графиня на Гориция и Тирол (1259 – 1273).

## Произход
Родена е около 1227 в замъка Траусниц, Ландсхут, Бавария. Елизабет е най-възрастната дъщеря на Ото II Вителсбах (1206 – 1253), херцог на Бавария, и Агнес фон Брауншвайг (1201 – 1267) от фамилията Велфи.

## Кралица на Свещената Римска империя, Сицилия и Йерусалим
Баща ѝ е поддръжник на Фридрих II, император на Свещената Римска империя, и политическият им алианс логично довежда до омъжването ѝ за престолонаследника на династията Хоенщауфен – Конрад IV (1228 – 1254). Сватбата им се състои на 1 септември 1246 г. във Фобург на Дунав и превръща династията Вителсбахи в най-важен съюзник на немската корона. Двойката има само 1 наследник – Конрадин (25 март 1252 – 29 октомври 1268), ранната насилствена смърт на когото означава край на Хоенщауфените.
Нейният свекър, император Фридрих II, умира от дизентерия през 1250 година, докато е във война срещу папа Инокентий IV и съюзниците му. След 8 години брак, съпругът ѝ крал Конрад IV умира от малария през 1254 г. Германската корона трябва да премине в ръцете на невръстния Конрадин, но папата, който в завещанието на Конрад е обявен за защитник на детето, забранява това и отлъчва сина ѝ Конрадин от църквата, продължавайки конфликта си с династията. Наследникът на Хоенщауфените получава единствено короните на Йерусалим, Сицилия (по-късно узурпирана от чичо му Манфред) и Швабия.

## Графиня на Гориция и Тирол
През 1259 г., Елизабет се жени за близо 11 г. по-младия от нея Майнхарт II (1238 – 1295) от род Майнхардини, граф на Гориция и Тирол, от когото има 6 деца.
Елизабет умира на 9 октомври 1273 г. в замъка Грайфенбург, Тирол. Погребана е в цистерианския манастир Щамс в Тирол, който година по-рано основава в памет на екзекутирания през 1268 г. неин първороден син Конрадин. Съпругът и Майнхард живее още 22 г. и е погребан в същия манастир.

## Деца
От първия брак с Конрад IV:
- Конрадин (1252 – 1268), херцог на Швабия, последният легитимен Хоенщафер.

От втория брак с Майнхард II:
- Алберт II, граф на Тирол († 1292);
- Агнес († 14 май 1293), омъжва се през 1286 г. за маркграф Фридрих I фон Майсен (1257 – 1323);
- Елизабета Тиролска (1262 – 1313), омъжва се през 1276 г. за немския крал Албрехт I (1255 – 1308), херцог на Австрия и по-късно император на Свещената Римска империя;
- Ото III (1265 – 1310), граф на Горица и Тирол, херцог на Каринтия и Крайна;
- Хайнрих VI (1270 – 1335), херцог на Каринтия, херцог/маркграф на Крайна, граф на Тирол, от 1306 г. крал на Бохемия и титулиран крал на Полша;
- Лудвиг († 1305).